# Micronaclia eleonora
Micronaclia eleonora là một loài bướm đêm thuộc phân họ Arctiinae, họ Erebidae.